# Перманганат серебра
Перманганат серебра — неорганическое соединение, соль металла серебра и марганцовой кислоты с формулой AgMnO4,
тёмно-фиолетовые кристаллы,
слабо растворимые в воде.

## Получение
- Обменная реакция с перманганатом калия:

{\displaystyle {\mathsf {KMnO_{4}+AgNO_{3}\ {\xrightarrow {}}\ AgMnO_{4}\downarrow +KNO_{3}}}}

## Физические свойства
Перманганат серебра образует тёмно-фиолетовые кристаллы
моноклинной сингонии,
пространственная группа P 21/n,
параметры ячейки a = 0,7121 нм, b = 0,827 нм, c = 0,5665 нм, β = 92,5°, Z = 4.

## Химические свойства
Вступает в обменные реакции, что используется для синтеза растворимых в воде перманганатов:
{\displaystyle {\mathsf {AgMnO_{4}+NaCl\ {\xrightarrow {}}\ NaMnO_{4}+AgCl\downarrow }}}